# Tángcal
Tángcal ([ˈtaŋɡkal]; en maranao: Tangkal) es un  municipio filipino  de quinta categoría, situado al norte de la isla de Mindanao. Forma parte de  la provincia de Lánao del Norte situada en la región administrativa de Mindanao del Norte. 
Para las elecciones está encuadrado en el Segundo Distrito Electoral.

## Barrios
El municipio  de Tángcal se divide, a los efectos administrativos, en 18 barangayes o barrios, conforme a la siguiente relación:
| - Small Banisilon - Bayabao - Berwar - Pequeño Banisilon | - Gran Meladoc - Bubong - Lamaosa - Linao | - Lindongan - Lingcoan - Pequeño Meladoc - Papan | - Somiorang - Población |  |

## Historia

### Influencia española

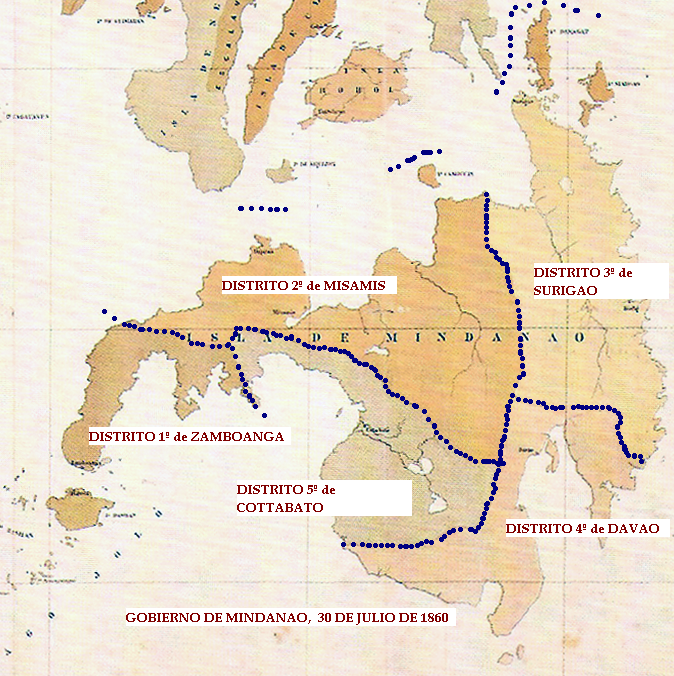
Gobierno de Mindanao: Los 5 Distritos creados por Real Decreto de 30 de julio de 1860.

El Distrito 7º de Lanao creado a finales del siglo XIX, concretamente el 8 de octubre de 1895, formaba parte del Imperio español en Asia y Oceanía (1520-1898).
Su territorio, segregado de los distritos 5º de Cottabato y 2º de Misamis, no fue  dominado completamente por las armas españolas.

### Ocupación estadounidense
En 1903 fue creada la provincia del Moro, siendo Lánao uno de sus distritos del que depende tres municipios uno de los cuales es el  de Kolambuga del que forma paerte Tángcal. 
La provincia de Lánao fue creada en 1914 formando parte del Departamento de Mindanao y Joló (1914-1920)  (Department of Mindanao and Sulu) .

### Independencia
El 16 de junio de 1956 fue creado el distrito municipal  de Tángcal formado por los siguientes  barrios hasta entonces pertenecientes al municipio de Colambugán: Tángcal, Berowar, Pangao, Tawinian, Lumbac, Lawigadato, Somyorang, Bayabao, Pilingkingan, Ramain, Bagigicon, Lamaosa, Meladoc Big y Meladoc Small y Rarab.
El 22 de mayo de 1959 la provincia de Lánao fue dividida en dos provincias, una que se conoce como Lánao del Norte y la otra como Lánao del Sur.
Tángcal es uno de los cinco distritos municipales asignados a la provincia del Norte.